# Pedro Lira
Pedro Francisco Lira Rencoret, né le 17 mai 1845 à Santiago et mort le 20 avril 1912 dans la même ville, est un peintre et critique d'art chilien qui organise des expositions qui conduisent à la création du Musée national des beaux-arts du Chili. Il est surtout connu pour ses portraits éclectiques de femmes.

## Biographie
Il naît dans une famille riche et son père est José Santos Lira Calvo (es), ministre de la Cour d'appel. Il fait ses études primaires à l'Instituto Nacional General José Miguel Carrera. Passionné par l'art, il s'inscrit à l'Académie de peinture, sous la direction de Alejandro Cicarelli (es), un peintre néoclassique réputé d'Italie.

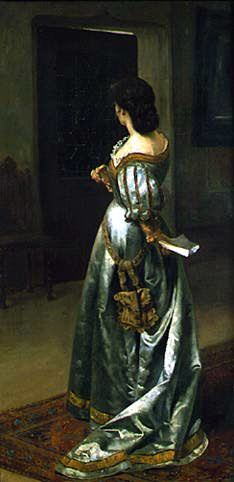
La lettre d'amour

En 1862, il trouve un poste dans l'atelier d'Antonio Smith, tout en étudiant le droit à l'Université du Chili. Il obtient son diplôme en 1867, mais abandonna ses plans de carrière juridique pour se consacrer à la peinture. En 1872, il remporte une médaille lors d'un concours organisé par Benjamín Vicuña Mackenna à l'occasion de la création du Mercado Central de Santiago.
Encouragé par cela, il réussit à obtenir une bourse pour étudier en Europe, il s'y rend avec son épouse en compagnie de son ami et futur beau-frère, Alberto Orrego Luco. À son arrivée à Paris, il se retrouve au milieu d'une bataille artistique entre le néoclassicisme et le romantisme, mais ne prend pas parti. Après mûre réflexion, il choisit Jules-Élie Delaunay comme professeur.
Il vit en France de 1873 à 1884 et est influencé par Eugène Delacroix, dont il copie de nombreuses peintures. Plus tard, il reçoit une "mention honorable" au Salon, où l'on accordait généralement peu de reconnaissance aux artistes latino-américains. Mais, malgré ses succès, il décide de retourner au Chili, car le temps lui semble venu de créer un milieu artistique comparable à celui de Paris.

### Activités au Chili
Peu après son arrivée, il organise la première exposition consacrée exclusivement aux peintres chiliens. En collaboration avec le sculpteur José Miguel Blanco (es)  il fonde l'« Unión Artística », une organisation consacrée à la promotion d'autres expositions et, finalement, à la création du Museo Nacional de Bellas Artes de Chile, qui se trouvait à l'origine au deuxième étage du Congrès national. Il crée également un Salon, semblable à celui de Paris, et il contribue à la création d'un musée dans la Quinta Normal, où des expositions ont eu lieu jusqu'en 1910.
En 1892, il est nommé directeur de la "Escuela de Bellas Artes", poste qu'il occupe jusqu'à sa mort. Là-bas, il est un mentor pour de nouveaux artistes prometteurs. Parmi les peintres les plus connus dont il soutient la carrière, figure Pablo Burchard, Pedro Reszka Moreau (es)  et Celia Castro, la première femme chilienne à devenir une artiste notable. Il compile également le premier "Dictionnaire biographique des peintres" du Chili et traduit la philosophie de l'art d' Hippolyte Taine. Plusieurs de ses peintures historiques ont été utilisées sur des billets de banque chiliens.

## Sélection de peintures

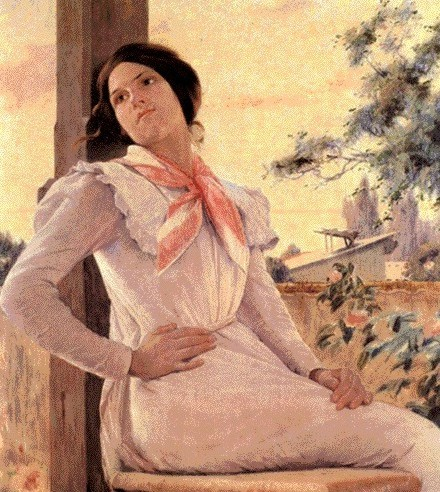
Sur le balcon.
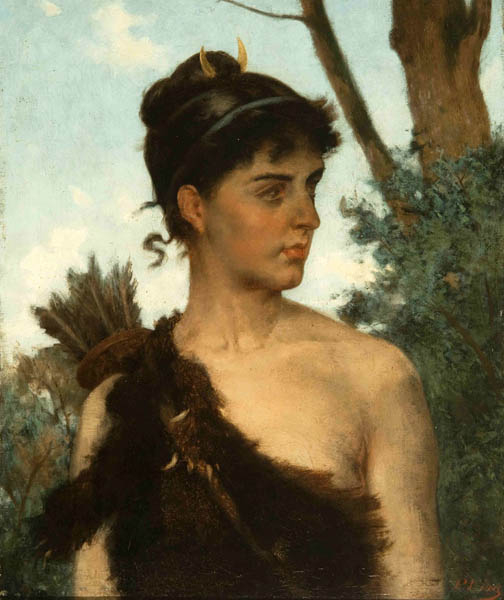
Diane chasseresse.
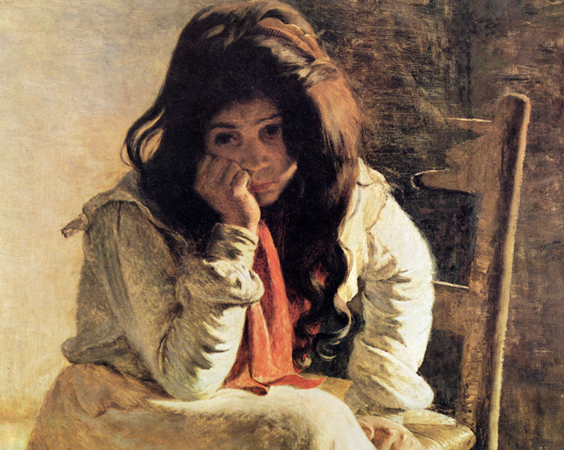
Femme du peuple.
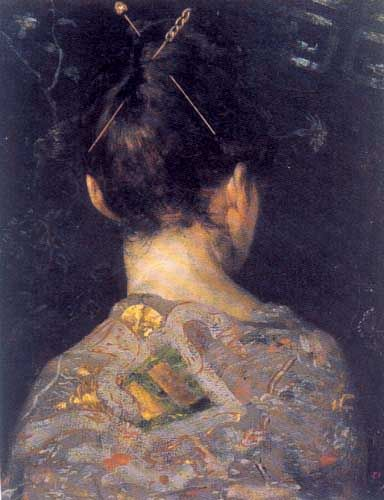
Femme avec des épingles.
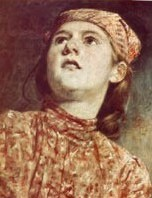
Gitane.

## Publication
- (es) Diccionario biografico de pintores, 1902 (lire en ligne)